# Grammonota subarctica
Grammonota subarctica är en spindelart som beskrevs av Charles Denton Dondale 1959. Grammonota subarctica ingår i släktet Grammonota och familjen täckvävarspindlar.
Artens utbredningsområde är Alaska. Inga underarter finns listade i Catalogue of Life.